# Oraniella coffeicola
Oraniella coffeicola är en svampart som beskrevs av Speg. 1909. Oraniella coffeicola ingår i släktet Oraniella och familjen Massarinaceae.   Inga underarter finns listade i Catalogue of Life.